# Литературно-мемориальный музей

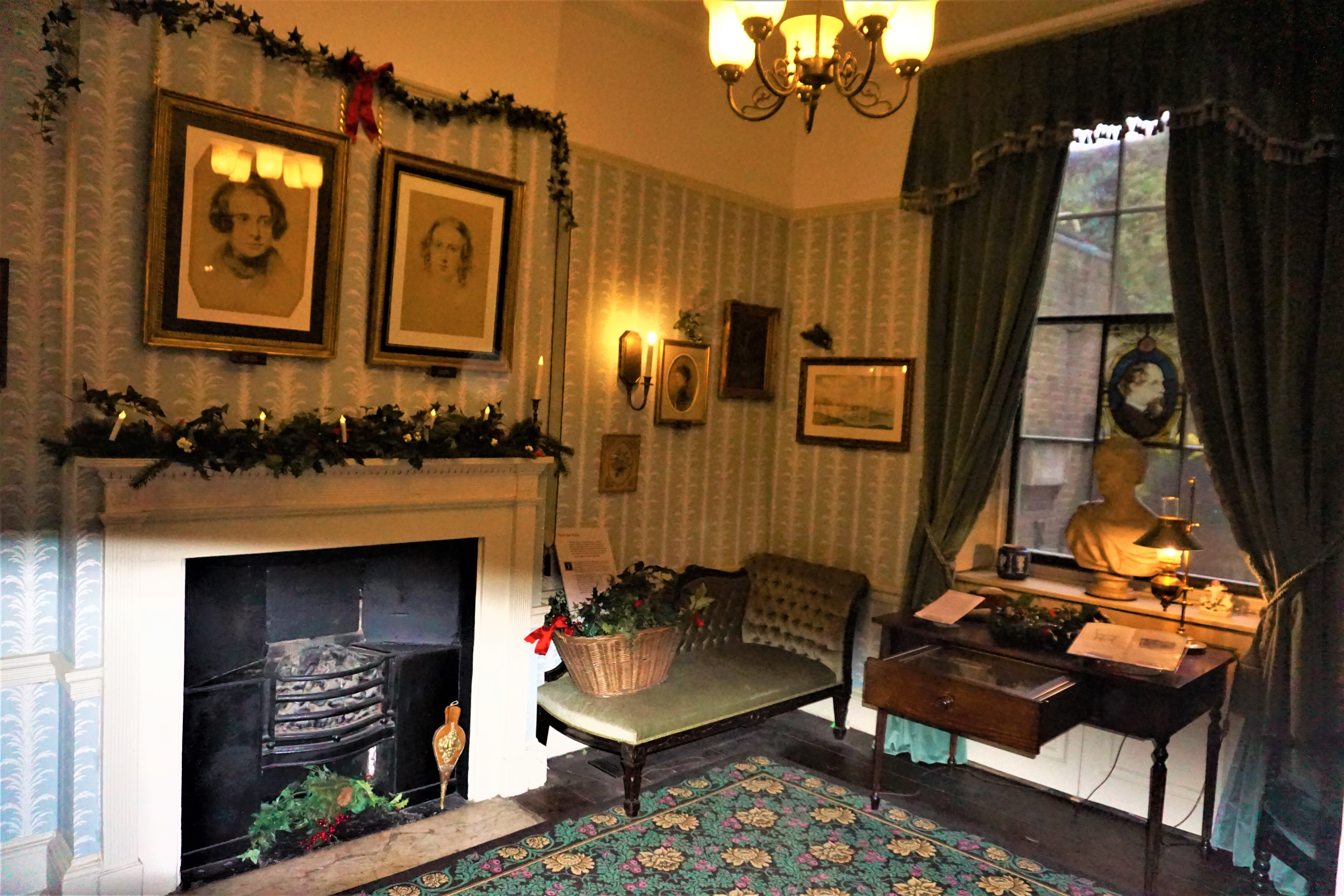
Дом-музей Диккенса в Лондоне

Литературно-мемориальный музей — особый и наиболее многочисленный тип литературного монографического музея. Как правило, экспозиция такого музея демонстриурет мемориальную обстановку и раскрывает историко-биографический контекст творчества поэта или писателя.

## История
Первые такие музеи начали появляться во второй половине 19 в. с открытием музея Шиллера в Марбахе в 1857 г. В России появление подобных музеев связано с именем Пушкина, музей которого отрылся в 1879 году при Лицее. Далее появление подобных музеев в целом повторяло хронологию литературного процесса в России: в 1883 г. при Николаевском кавалерийском училище в Петербурге открывается музей Лермонтова, в 1905 г. — Пушкинский дом при Академии наук, в 1908 г. — музей Пушкина в Михайловском, в 1911 г. — музей Л. Н. Толстого в Москве, в 1912 г. — музей Лермонтова в Пятигорске, и музей А. П. Чехова в Москве.
После революции процесс создания мемориальных монографических музеев не остановился, но большие силы были направлены на создание музеев, посвящённые истории русской литературы в целом, а затем, в 1960-80-е гг и истории литературы в регионах. Лишь в 1990-х гг. состав литературно-мемориальных музеев начинает качественно меняться, появляются музеи, связанные с именами, бывшими под запретом в советский период: М. Зощенко, М. Цветаевой, М. Булгакова, В. Высоцкого.

### Российские[1]

#### Москва и окрестности
- Дом-музей С. Т. Аксакова (экспозиция ГЛМ Альманах литературной жизни).
- Дом-музей В. Я. Брюсова (экспозиция ГЛМ Русская литература Серебряного века), Москва.
- Музей М. А. Булгакова на Патриарших прудах по адресу, где, согласно роману, жил Воланд (2007).
- Центр-музей Высоцкого на Таганке.
- Экспозиция в Доме Гоголя — в доме, где Гоголь сжег 2-й том романа Мертвые души.
- Дом И. С. Остроухова (экспозиция ГЛМ Русская литература 20 века).
- Дом-музей А. И. Герцена
- Музей-квартира Ф. М. Достоевского
- Дом-музей А. П. Чехова
- Мемориальный кабинет А. В. Луначарского
- Музей-квартира А. Н. Толстого
- Дом-музей Б. Л. Пастернака в Переделкино
- Дом-музей К. И. Чуковского в Переделкино, неофициальный музей писателя с 1994 вошел в состав ГЛМ.
- Музей-усадьба Л. Н. Толстого в Хамовниках в Москве
- Музей-квартира М.Горького — филиал Музея Горького при Институте мировой литературы на Поварской.
- Музей В. В. Маяковского в Москве в Лубянском проезде 3/6, в квартире, где поэт покончил с собой. Мемориальная квартира Маяковского в бывшем Гендриковом пер., ныне пер. Маяковского.
- Музей С. А. Есенина в Москве
- Музей-квартира М. И. Цветаевой в Москве
- Дом-музей Пришвина в с. Дудино Одинцовского района, филиал ГЛМ.
- Музей Окуджавы (1999) в Переделкино.

#### Петербург и окрестности
- Музей-квартира Ф. М. Достоевского (1971).
- Литературно-мемориальный музей Ф. М. Достоевского (с 1971)

- Музей-квартира Н. А. Некрасова, редакция журналов «Современник» и «Отечественных записок».
- Музей-квартира А. А. Блока
- Музей-заповедник А. А. Блока в Шахматово (1984), дом отстроен заново по сохранившимся документам.
- Дом-музей А. А. Ахматовой — Фонтанный дом (1989)
- Музей Набокова (1993)
- Дом-усадьба В. В. Набоковых в с. Рождествено.
- Петербургский литературно-мемориальный музей М. М. Зощенко (1993)
- Литературно-художественный музей усадьба Оленина в Приютино, Всеволожск.

#### Крым[2]
- дом-музей Чехова в Ялте и его филиал в Гурзуфе.
- музей Пушкина в Гурзуфе.
- Музей сестер Цветаевых в Феодосии.
- Дом-музей М. А. Волошина в Коктебеле
- Феодосийский Литературно-мемориальный музей Александра Грина (с 1970)

#### Другое
- Музей Л. Н. Толстого в Ясной Поляне, Тульская область
- Музей Горького Нижнем Новгороде
- Музей Горького в Казани.
- Висимский Литературно-мемориальный музей Д. Н. Мамина-Сибиряка (1979) в Свердловской области
- Екатеринбургский Литературно-мемориальный дом-музей Д. Н. Мамина-Сибиряка (1946)
- Екатеринбургский Литературно-мемориальный дом-музей Ф. М. Решетникова (с 1991)
- Нижне-Тагильский Мемориально-литературный музей Бондина (с 1953)
- Сочинский Литературно-мемориальный музей Н. А. Островского (с 1937)

### Украинские
- Музей Гоголя на его родине в селе Васильевка под Полтавой. Единственный мемориальный музей писателя, организованный литературоведом Золотусским.[1]
- Музей Булгакова в Киеве на Андреевском спуске, где якобы проживала семья Турбиных.[1]
- Киевский литературно-мемориальный музей Максима Рыльского (с 1966)
- Киевский литературно-мемориальный музей-квартира Миколы Бажана (с 2004)
- Луганский Народный мемориально-литературный музей Бориса Гринченко (с 1998)
- Луганский Литературный музей Владимира Даля (с 1986)
- Полтавский литературно-мемориальный музей В. Г. Короленко (с 1940)
- Сковородиновский Литературно-мемориальный музей Г. С. Сковороды (с 1972) в Харьковской области
- Слободка-Шелеховский Литературно-мемориальный музей Анны Ахматовой (Хмельницкая область) (с 1989)
- Черниговский литературно-мемориальный музей-заповедник М. М. Коцюбинского (с 1934)

## Белорусские
- Государственный литературный музей Янки Купалы (с 1944) в Минске
- Государственный литературный музей Петруся Бровки (с 1980) в Минске
- Казахстанский Литературно-мемориальный музей Абая (с 1940) в Семее (Семипалатинске)

### Западная Европа[1]
- Дом-музей Шиллера (Лейпциг)